# Paraclius flavipes
Paraclius flavipes är en tvåvingeart som först beskrevs av Aldrich 1901.  Paraclius flavipes ingår i släktet Paraclius och familjen styltflugor. Inga underarter finns listade i Catalogue of Life.